# Vallettas forsvarsværker
Vallettas forsvarsværker (maltesisk: Is-Swar tal-Belt Valletta) er en række defensive vægge og andre befæstninger, der omgiver Maltas hovestad, Valletta. Den første befæstning, der blev opført, var SanktElmo-fortet i 1552, men befæstningerne af selve byen påbegyndtes i 1566, da den blev grundlagt af stormester Jean de Valette. Ændringer blev foretaget gennem de følgende århundreder, hvor den sidste store tilføjelse var Fort Lascaris, som blev færdiggjort i 1856. De fleste befæstninger er stort set intakte i dag.
Byen Valletta, sammen med Nicosia på Cypern, blev anset for at være et peksempel på en ideel renæssancestad, og dette skyldtes både dets befæstninger såvel som bylivet i byen. Befæstningsværkerne var velkendte i hele Europa i det 17. århundrede og kunne have påvirket designsene af en del af Luxembourgs fæstning. I en bog fra 1878 blev Valletta beskrevet som "én af verdens bedste befæstede byer". I dag betragtes Vallettas fæstninger som den vigtigste af Maltas befæstninger og de er også på UNESCO's Verdensarvsliste.

## Historie

### Baggrund
Opførelsen af en befæstet by på halvøen Sciberras blev først foreslået i 1524, da Johanniterordenen sendte en kommission til at inspicere de maltesiske øer.  Dengang var den eneste befæstning på halvøen en militærvagttårn bygget af aragonerne i 1488.  Tårnet blev styrket i 1533, men den foreslåede by blev ikke bygget, da ordren fokuserede på at bygge befæstninger i Birgu, som var blevet ordenens base.
I 1551 angreb en osmannisk styrke Malta, plyndrede derefter øen Gozo og erobrede Tripoli. Som følge heraf oprettede Johanniterordenen en kommission, der skulle forbedre øens befæstninger. I 1552 blev det aragonske vagttårn revet ned og Sankt Elmo-fortet blev bygget på tårnets plads. Fortet spillede en betydelig rolle i den store belejring af Malta i 1565. Til sidst faldt fortet efter en måned med voldsomme kampe (hvor blandt andre den osmanniske general Dragut blev dræbt). Ridderne holdt stand i Birgu og Senglea, indtil en nødstyrke ankom, og belejringen blev løftet. 

### Konstruktion
Efter Ordenen blev gik sejrrig fra belejringen af Malta, modtog den finansiel støtte fra Europa, som blev brugt til at bygge den nye hovedstad på Sciberras-halvøen. Den italienske ingeniør Francesco Laparelli blev sendt af paven til at designe byens fæstninger, som blev designet lig det italienske bastionssystem.  Laparellis originale design bestod af en enceinte, med ni cavaliers og en grøft. Byen skulle udformes langs en gitterplan, og skulle omfatte etarsenal til fløden og en Manderaggio (en havn til små skibe). 
Byens grundsten blev lagt af stormester Jean de Valette den 28. marts 1566, og den nye by blev kaldt Valletta til hans ære. Bymurene var blandt de første strukturer, der skulle bygges inde i byen, og var stort set færdigbyggede i 1570'erne. Nogle ændringer blev foretaget i designet, mens byen blev bygget, og kun to cavaliers blev bygget, mens arsenalet og Manderaggio aldrig blev bygget. Sankt Elmo-fortet, der var blevet alvorligt beskadiget i 1565-belejringen, blev også genopbygget og integreret i byens murværk. 
Byen Valletta blev officielt Maltas hovedstad og Johanniterordenens sæde den 18. marts 1571, selvom byen stadig var ufærdig. Ved slutningen af det 16. århundrede var Valletta den største bosættelse på Malta. 

### Forbedringer og modifikationer
I det 17. og 18. århundrede blev Valletta befæstninger styrket med opførelsen af forskellige udbygninger , der bestod af fire modværdier langs landfronten samt en skygge og en gletsjer . Den nordlige ende af halvøen, herunder Fort St. Elmo, blev også omsluttet i en bastioned enceinte (kendt som Carafa Enceinte) i slutningen af 1680'erne for at forhindre landing fra havet. 